# María Cano
María de los Ángeles Cano Márquez, född 2 augusti 1887 i Medellín, död 26 april 1967 i Medellín, var en colombiansk poet, författare och politisk ledare. Hon är känd som La flor del trabajo (Arbetarnas blomma).
Cano arbetade för medborgerliga rättigheter och bättre villkor för arbetare. Hon organiserade flera strejker och medgrundade Colombianska socialistiska revolutionära partiet.
Hon turnerade, skrev politiska texter och höll tal till gruv-, olje- och bananarbetare. Hon arresterades upprepade gånger och ibland öppnade säkerhetsstyrkor eld för att upplösa möten.
Efter en bananarbetarstrejk 1928 fängslades Cano för konspiration, trots att hon inte hade varit närvarande under själva strejken.

## Eftermäle
1990 regisserade Camila Loboguerrero den colombianska filmen Maria Cano. Maria Eugenia Dávila spelade Cano.
I Antioquia finns det en gata, två skolor och ett universitet uppkallade efter Cano. 
1991 skapades arbetarorganisationen Flor del Trabajo Association i Funza. 2013 ändrades namnet till Association Maria Cano.